# Radosav Petrović
Radosav Petrović (Ub, 8 de março de 1989) é um futebolista sérvio que atua como zagueiro. Atualmente, defende o APOEL.

## Títulos
Partizan
- Campeonato Sérvio de Futebol: 2009, 2010, 2011
- Copa da Sérvia: 2009, 2011

Dínamo de Kiev
- Campeonato Ucraniano: 2015–16

Sporting
- Taça da Liga: 2017–18, 2018–19